# Reklama dzieciom
Reklama dzieciom – akcja charytatywna organizowana przez Telewizję Polską od 1992 roku. 
Celem akcji jest przeznaczenie pieniędzy na rzecz dzieci. W Boże Narodzenie (dawniej w Wigilię) wieczorem TVP1 emituje specjalne reklamy. W latach 1992–2003 wigilijny blok reklamowy był emitowany przed Wieczorynką, a w latach 2004-2012 przed głównym wydaniem Wiadomości o 19:30.
W latach 2013-2022 blok reklamowy emitowany był w bożonarodzeniowy wieczór, po głównym wydaniu Wiadomości, a od 2023 roku blok ten jest emitowany po 19.30, w związku z zakończeniem emisji Wiadomości TVP na skutek zmian w mediach publicznych.
Od 2021 roku blok reklamowy jest również powtarzany w drugi dzień Bożego Narodzenia.